# Arena (djur)
För andra betydelser, se Arena (olika betydelser).
Arena är ett släkte av skalbaggar som beskrevs av Fauvel 1862. Arena ingår i familjen kortvingar.
Släktet innehåller bara arten Arena tabida.